# E-collection (Heróis da Resistência)
E-collection  é a primeira coletânea da banda brasileira de rock Heróis da Resistência, lançada em 2001 pela gravadora Warner Music.

## Faixas
1. "Nosferatu" – 3:36 (versão dos Estados Unidos)
2. "Se Esconde Aqui Dentro" – 3:17
3. "Esse Outro Mundo" – 4:47
4. "Doublê de Corpo" – 3:53
5. "Incapacidade de Amar" – 4:03
6. "Estados Alterados" – Leoni 3:12
7. "O Estrangeiro" – 3:15
8. "Quando Universos Colidem" – 3:03
9. "Contato" – 4:03
10. "Criação" – 3:45
11. "Silêncio" – 4:42
12. "Diga Não" – 4:00
13. "Exagerado" – 6:00 (ao vivo)